# Neostethus villadolidi
Neostethus villadolidi är en fiskart som beskrevs av Herre 1942. Neostethus villadolidi ingår i släktet Neostethus och familjen Phallostethidae. Inga underarter finns listade i Catalogue of Life.